# Englewood (Kansas)
Englewood é uma cidade localizada no estado americano de Kansas, no Condado de Clark.

## Demografia
Segundo o censo americano de 2000, a sua população era de 109 habitantes.
Em 2006, foi estimada uma população de 100, um decréscimo de 9 (-8.3%).

## Geografia
De acordo com o United States Census Bureau tem uma área de
2,6 km², dos quais 2,6 km² cobertos por terra e 0,0 km² cobertos por água. Englewood localiza-se a aproximadamente 600 m acima do nível do mar.

## Localidades na vizinhança
O diagrama seguinte representa as localidades num raio de 36 km ao redor de Englewood.